# Morti nel 2005/Ottobre
| Questa pagina contiene informazioni ricavate automaticamente dalle voci biografiche con l'ausilio del template Bio e di un bot. L'aggiornamento è periodico e automatico e ricostruisce completamente la pagina. Se manca una persona in questa lista, sei pregato di non aggiungerla, ma accertati piuttosto che la sua voce biografica contenga il template Bio e che i dati anagrafici siano correttamente compilati. Se il template Bio manca, inseriscilo tu stesso o, in alternativa, metti l'avviso {{tmp\|Bio}} che ne segnala la mancanza. Se i dati riportati sono sbagliati, correggi direttamente la voce biografica; le modifiche saranno visibili in questa lista entro pochi giorni. Per chiarimenti vedi il progetto biografie. La lista contiene solo le 132 persone che sono citate nell'enciclopedia e per le quali è stato implementato correttamente il template Bio. Pagina aggiornata al 18 giu 2025. |

- 1º ottobre - Flavio Faganello, fotografo, fotoreporter e giornalista italiano (n. 1933)
- 1º ottobre - Paul Pena, compositore, cantante e chitarrista statunitense (n. 1950)
- 2 ottobre - Hamilton Camp, attore e doppiatore britannico (n. 1934)
- 2 ottobre - Orest Dubay, grafico slovacco (n. 1919)
- 2 ottobre - Valeriano Ottino, allenatore di calcio e calciatore italiano (n. 1923)
- 2 ottobre - Gina Roma, pittrice italiana (n. 1914)
- 2 ottobre - Alfonso Tomas, attore italiano (n. 1928)
- 2 ottobre - August Wilson, drammaturgo, scrittore e sceneggiatore statunitense (n. 1945)
- 3 ottobre - Adriano Ariè, produttore cinematografico e produttore televisivo italiano (n. 1939)
- 3 ottobre - Ronnie Barker, attore e comico britannico (n. 1929)
- 3 ottobre - Alastair Cameron, fisico e astronomo canadese (n. 1925)
- 3 ottobre - Amrita Pritam, scrittrice indiana (n. 1919)
- 3 ottobre - André Riou, allenatore di calcio francese (n. 1918)
- 3 ottobre - Franco Scoglio, allenatore di calcio italiano (n. 1941)
- 3 ottobre - Helmut Friedrich Witte, militare tedesco (n. 1915)
- 3 ottobre - Jeff Young, rugbista a 15 gallese (n. 1942)
- 4 ottobre - Caterina Farassino, fotografa e cantante italiana (n. 1977)
- 5 ottobre - George S. Hammond, chimico statunitense (n. 1921)
- 6 ottobre - Warren Benson, compositore statunitense (n. 1924)
- 6 ottobre - Ettore Cunial, arcivescovo cattolico italiano (n. 1905)
- 6 ottobre - Horst Floth, bobbista tedesco (n. 1934)
- 6 ottobre - Marta Grandi, entomologa italiana (n. 1915)
- 6 ottobre - Joaquín Jiménez Postigo, calciatore spagnolo (n. 1918)
- 6 ottobre - Gaetano Macchiaroli, editore e antifascista italiano (n. 1920)
- 7 ottobre - Guglielmo Capacchi, storico e linguista italiano (n. 1931)
- 7 ottobre - Charles Rocket, attore statunitense (n. 1949)
- 7 ottobre - Fedele Greco, calciatore e allenatore di calcio italiano (n. 1930)
- 7 ottobre - Marco Lorini, calciatore italiano (n. 1912)
- 7 ottobre - Rocco Ranelli, calciatore italiano (n. 1907)
- 8 ottobre - Ildo Barsanti, politico italiano (n. 1912)
- 8 ottobre - Joachim Dalsass, politico italiano (n. 1926)
- 8 ottobre - Guillaume Dustan, magistrato, scrittore e giornalista francese (n. 1965)
- 8 ottobre - Hans Nadler, architetto tedesco (n. 1910)
- 8 ottobre - Anatoly Shapiro, militare sovietico (n. 1913)
- 8 ottobre - Charles Zehren, calciatore francese (n. 1910)
- 9 ottobre - Gaetano Afeltra, giornalista e scrittore italiano (n. 1915)
- 9 ottobre - Sergio Cervato, calciatore e allenatore di calcio italiano (n. 1929)
- 9 ottobre - Serge Lancel, filologo, archeologo e storico francese (n. 1928)
- 10 ottobre - Wayne C. Booth, insegnante e critico letterario statunitense (n. 1921)
- 10 ottobre - Per Frantzen, calciatore norvegese (n. 1920)
- 10 ottobre - Gerd Lauck, calciatore tedesco (n. 1931)
- 10 ottobre - Milton Obote, politico ugandese (n. 1925)
- 11 ottobre - Sergio Citti, regista e sceneggiatore italiano (n. 1933)
- 11 ottobre - Vincenzo Gatto, politico italiano (n. 1922)
- 11 ottobre - Oscar Hold, calciatore e allenatore di calcio inglese (n. 1918)
- 11 ottobre - Attilâ İlhan, scrittore turco (n. 1925)
- 11 ottobre - Edward Szczepanik, politico e economista polacco (n. 1915)
- 11 ottobre - Cor Veldhoen, calciatore olandese (n. 1939)
- 12 ottobre - Hristo Borisov, cestista bulgaro (n. 1946)
- 12 ottobre - Robert Sidney Foster, diplomatico e politico britannico (n. 1913)
- 12 ottobre - Franco Manfroi, fondista italiano (n. 1939)
- 13 ottobre - Vivian Malone Jones, attivista statunitense (n. 1942)
- 13 ottobre - Wayne Weiler, pilota automobilistico statunitense (n. 1934)
- 13 ottobre - Marian Zieliński, sollevatore polacco (n. 1929)
- 14 ottobre - Louis Polonia, calciatore francese (n. 1935)
- 14 ottobre - Elda Pucci, politica e pediatra italiana (n. 1928)
- 15 ottobre - Giuseppe Caprio, cardinale, arcivescovo cattolico e diplomatico italiano (n. 1914)
- 15 ottobre - Jason Collier, cestista statunitense (n. 1977)
- 15 ottobre - Earl Gardner, cestista e allenatore di pallacanestro statunitense (n. 1923)
- 15 ottobre - Ignacio Iglesias, politico e antifascista spagnolo (n. 1912)
- 15 ottobre - Rik Van Nutter, attore e imprenditore statunitense (n. 1929)
- 15 ottobre - Alfred Obschernikat, pallanuotista tedesco (n. 1926)
- 15 ottobre - Ezio Radaelli, personaggio televisivo e imprenditore italiano (n. 1924)
- 15 ottobre - Raymond Tuckey, tennista britannico (n. 1910)
- 16 ottobre - Renzo Antoniazzi, politico e sindacalista italiano (n. 1930)
- 16 ottobre - Francesco Fortugno, politico italiano (n. 1951)
- 16 ottobre - John Larch, attore statunitense (n. 1914)
- 16 ottobre - Eugene Gordon Lee, attore statunitense (n. 1933)
- 16 ottobre - José María Medina, calciatore uruguaiano (n. 1921)
- 16 ottobre - Barrington Moore, sociologo statunitense (n. 1913)
- 17 ottobre - Ba Jin, scrittore cinese (n. 1904)
- 17 ottobre - Alfonso Bortolotti, scultore, incisore e pittore italiano (n. 1911)
- 18 ottobre - Doug Flack, calciatore inglese (n. 1920)
- 18 ottobre - Carlos António Gomes, calciatore portoghese (n. 1932)
- 18 ottobre - Johnny Haynes, calciatore inglese (n. 1934)
- 18 ottobre - Aleksandr Nikolaevič Jakovlev, politico sovietico (n. 1923)
- 18 ottobre - Mustapha Skandrani, compositore e pianista algerino (n. 1920)
- 19 ottobre - Wolf Rilla, regista cinematografico e sceneggiatore tedesco (n. 1920)
- 19 ottobre - Luis Adolfo Siles Salinas, politico boliviano (n. 1925)
- 20 ottobre - Rudi Felgenheier, pilota motociclistico tedesco (n. 1930)
- 20 ottobre - Jean-Michel Folon, illustratore, pittore e scultore belga (n. 1934)
- 20 ottobre - Shirley Horn, cantante e pianista statunitense (n. 1934)
- 20 ottobre - Willie Sojourner, cestista statunitense (n. 1948)
- 20 ottobre - Eva Švankmajerová, artista, poetessa e scenografa ceca (n. 1940)
- 21 ottobre - Carla Castellani, soprano italiano (n. 1906)
- 21 ottobre - Forbes Gentleman, pallanuotista britannico (n. 1923)
- 21 ottobre - Lou Rossini, allenatore di pallacanestro statunitense (n. 1921)
- 22 ottobre - Arman, pittore e scultore francese (n. 1928)
- 22 ottobre - David Clapham, pilota automobilistico e giornalista sudafricano (n. 1931)
- 22 ottobre - The Crusher, wrestler statunitense (n. 1926)
- 22 ottobre - Nat Scammacca, poeta, saggista e traduttore italiano (n. 1924)
- 23 ottobre - Teresilla Barillà, religiosa italiana (n. 1943)
- 23 ottobre - John Fraser Muth, economista statunitense (n. 1930)
- 23 ottobre - William Hootkins, attore statunitense (n. 1948)
- 23 ottobre - Jaime del Burgo Torres, bibliografo e storico spagnolo (n. 1912)
- 24 ottobre - José Azcona del Hoyo, politico honduregno (n. 1927)
- 24 ottobre - Howie Carl, cestista statunitense (n. 1938)
- 24 ottobre - Jun Negami, attore giapponese (n. 1923)
- 24 ottobre - Rosa Parks, attivista statunitense (n. 1913)
- 24 ottobre - Edward R. Roybal, politico statunitense (n. 1916)
- 24 ottobre - Iļja Vestermans, calciatore lettone (n. 1915)
- 25 ottobre - Doroteo Elorriaga, calciatore spagnolo (n. 1916)
- 25 ottobre - Martti Huhtala, combinatista nordico finlandese (n. 1918)
- 25 ottobre - Wellington Mara, imprenditore statunitense (n. 1916)
- 25 ottobre - Giuditta Podestà, saggista e critico letterario italiana (n. 1921)
- 25 ottobre - Francesco Tommasiello, vescovo cattolico italiano (n. 1934)
- 26 ottobre - Carlo Giustini, attore italiano (n. 1916)
- 26 ottobre - Jany Holt, attrice rumena (n. 1909)
- 26 ottobre - Julio César Re, cestista paraguaiano (n. 1931)
- 26 ottobre - George Swindin, allenatore di calcio e calciatore inglese (n. 1914)
- 26 ottobre - Rong Yiren, politico e imprenditore cinese (n. 1916)
- 27 ottobre - Pietro Boccabella, giornalista, commediografo e editore italiano (n. 1919)
- 27 ottobre - Jozef Bomba, calciatore cecoslovacco (n. 1939)
- 27 ottobre - Kurt Jarasinski, cavaliere tedesco (n. 1938)
- 27 ottobre - Jun Papa, cestista filippino (n. 1945)
- 28 ottobre - Sergio Belloni, pittore italiano (n. 1925)
- 28 ottobre - Torquato Fusi, politico e partigiano italiano (n. 1923)
- 28 ottobre - Boris Gojchman, pallanuotista sovietico (n. 1919)
- 28 ottobre - Raymond Hains, artista e fotografo francese (n. 1926)
- 28 ottobre - Tony Jackson, cestista statunitense (n. 1942)
- 28 ottobre - Alberto Ormaetxea, calciatore e allenatore di calcio spagnolo (n. 1939)
- 28 ottobre - Richard Smalley, chimico statunitense (n. 1943)
- 29 ottobre - Lloyd Bochner, attore canadese (n. 1924)
- 29 ottobre - Giosuè Musca, storico italiano (n. 1928)
- 29 ottobre - Mateo Nicoláu, calciatore argentino (n. 1920)
- 29 ottobre - Sergej Savel'ev, fondista sovietico (n. 1948)
- 29 ottobre - Antonio Vitale, politico italiano (n. 1933)
- 30 ottobre - Tetsuo Hamuro, nuotatore giapponese (n. 1917)
- 30 ottobre - Al López, giocatore di baseball e allenatore di baseball statunitense (n. 1908)
- 30 ottobre - Antonio Sánchez Valdés, calciatore e allenatore di calcio spagnolo (n. 1914)
- 31 ottobre - Albert Humphrey, economista statunitense (n. 1926)
- 31 ottobre - Mary Wimbush, attrice inglese (n. 1924)